# Temnyje Islands
Der Temnyje Islands (englisch; russisch Острова Тёмные Ostrowa Tjomnyje, deutsch ‚Dunkle Inseln‘) sind eine Inselgruppe vor der Knox-Küste des ostantarktischen Wilkeslands. Sie liegen im Gebiet der Bunger-Oase.
Wissenschaftler einer sowjetischen Antarktisexpedition kartierten und benannten sie 1956. Das Antarctic Names Committee of Australia übertrug diese Benennung ins Englische.